# Arthrosphaera brandti
Arthrosphaera brandti är en mångfotingart som beskrevs av Jean-Henri Humbert. Arthrosphaera brandti ingår i släktet Arthrosphaera och familjen Sphaerotheriidae. Inga underarter finns listade i Catalogue of Life.